# Ghost dance
Ghost dance is een studioalbum van Citizen Cain uit 1996. Het is het derde album dat van de muziekgroep verscheen, maar bevat opnamen uit de begintijd van de band. Ghost dance is opgenomen in de oorspronkelijke samenstelling van de band. De leden speelden basgitaar/zang, gitaar/toetsen en slagwerk. Die samenstelling liep grotendeels gelijk aan die van Rush. De muziek op dit album lijkt dan ook sterk op de muziek van die band met name rond hun album 2112. Na de opnamen van dit album brak Cyrus zijn hand en was het basgitaar spelen voorbij en de band werd voor even opgeheven.

## Musici
- Cyrus – basgitaar, zang
- Gordon Feenie – slagwerk, toetsinstrumenten, dwarsfluit, gitaar, zang
- Tim Taylor – gitaar, zang

## Muziek
| Nr. | Titel               | Duur |
| --- | ------------------- | ---- |
| 1.  | Plaeatea            | 1:39 |
| 2.  | End of all songs    | 8:16 |
| 3.  | Question of sport   | 6:37 |
| 4.  | State of confusion  | 4:22 |
| 5.  | Missionary position | 7;13 |
| 6.  | Ghost dance         | 4:39 |
| 7.  | Tabernacle of hands | 8:03 |
| 8.  | Unspoken words      | 5:42 |